# 延吉河

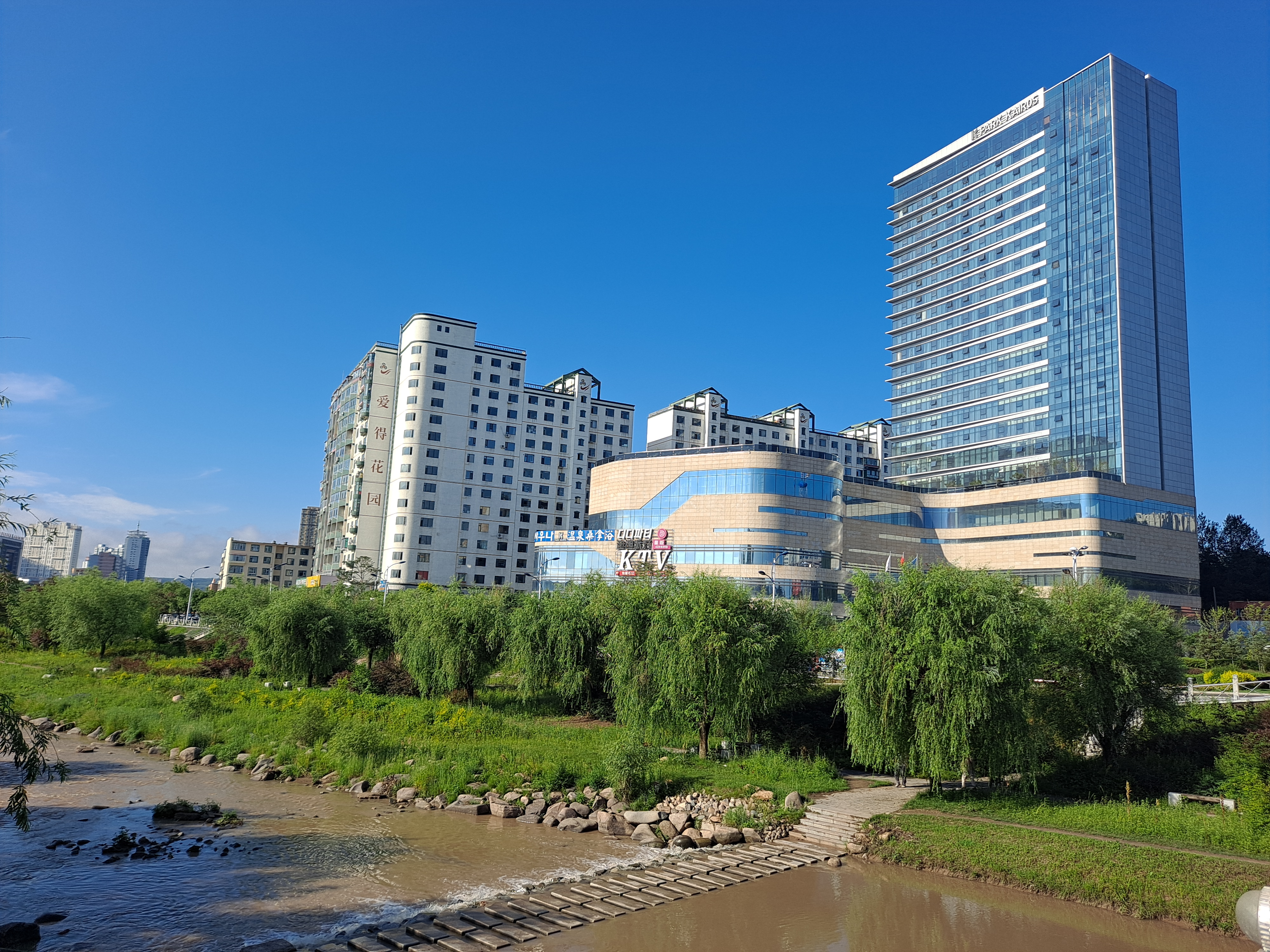
延吉河和卡伊洛斯酒店

延吉河，原名烟集河，是吉林省延边朝鲜族自治州首府延吉市内的一条河流，有延吉市母亲河之称。
延吉河是布尔哈通河的一个支流，为图们江水系的一部分。它发源于依兰镇，在延吉市延虹桥汇入布尔哈通河，全长40.8公里，流域面积231.2平方公里。延吉河流经网红打卡地延吉水上市场，以及延吉公园、卡伊洛斯酒店、新兴街参花基督教堂等地。2013年延吉河入选全国范围幸福河湖建设试点。在此之前，延吉市先后于2004年和2016年投入2亿和8亿对其进行综合整治。